# Пројекат Очајнички покушај (филм)
Пројекат Очајнички покушај (енгл. Project Hail Mary) је предстојећи амерички научнофантастични филм из 2026. године, заснован на истоименом роману Ендија Вира. Режију потписују Фил Лорд и Кристофер Милер, према сценарију који је написао Дру Годард, док главне улоге тумаче Рајан Гозлинг и Зандра Хилер.
Филм ће изаћи 20. марта 2026. године.

## Радња
Једини преживели астронаут на свемирском броду има задатак да спасе човечанство.

## Улоге
| Глумац        | Улога         |
| ------------- | ------------- |
| Рајан Гозлинг | Рајланд Грејс |
| Зандра Хилер  | Ева Страт     |